# Sauchy-Lestrée
Sauchy-Lestrée is een gemeente in het Franse departement Pas-de-Calais (regio Hauts-de-France) en telt 446 inwoners (1999). De plaats maakt deel uit van het arrondissement Arras.

## Geografie
De oppervlakte van Sauchy-Lestrée bedraagt 9,0 km², de bevolkingsdichtheid is 49,6 inwoners per km².
De onderstaande kaart toont de ligging van Sauchy-Lestrée met de belangrijkste infrastructuur en aangrenzende gemeenten.

## Demografie
Onderstaande figuur toont het verloop van het inwonertal (bron: INSEE-tellingen).